# 1989 SY13
1989 SY13 är en asteroid i huvudbältet som upptäcktes den 26 september 1989 av de båda tyska astronomerna Johann M. Baur och Kurt Birkle vid Calar Alto-observatoriet.
Den tillhör asteroidgruppen Eunomia.